# Радовец
Радовец је насељено место у општини Цестица, Вараждинска жупанија, Хрватска.

## Историја
До територијалне реорганизације у Хрватској био је у саставу старе општине Вараждин.

## Становништво
У попису становништва из 2011. године, Радовец је имао 336 становника.
| Број становника према пописима | Број становника према пописима | Број становника према пописима | Број становника према пописима | Број становника према пописима | Број становника према пописима | Број становника према пописима | Број становника према пописима | Број становника према пописима | Број становника према пописима | Број становника према пописима | Број становника према пописима | Број становника према пописима | Број становника према пописима | Број становника према пописима | Број становника према пописима |
| ------------------------------ | ------------------------------ | ------------------------------ | ------------------------------ | ------------------------------ | ------------------------------ | ------------------------------ | ------------------------------ | ------------------------------ | ------------------------------ | ------------------------------ | ------------------------------ | ------------------------------ | ------------------------------ | ------------------------------ | ------------------------------ |
| 1857                           | 1869                           | 1880                           | 1890                           | 1900                           | 1910                           | 1921                           | 1931                           | 1948                           | 1953                           | 1961                           | 1971                           | 1981                           | 1991                           | 2001                           | 2011                           |
| 238                            | 319                            | 331                            | 361                            | 376                            | 441                            | 445                            | 456                            | 477                            | 346                            | 325                            | 288                            | 303                            | 284                            | 315                            | 336                            |

Напомена: Године 1981. смањен издвајањем дела насеља у ново насеље Радовец Поље. Од 1857. до 1948. садржи податке за насеље Радовец Поље.